# 동래지신밟기
동래지신밟기(東萊地神밟기)는 부산광역시 동래 지역에 전승되는 민속놀이의 하나이다. 1977년 12월 13일 부산광역시의 무형문화재 제4호로 지정되었다.

## 개요
동래지역에 전승되는 민속놀이의 하나로 지신을 진정시키고, 잡귀를 물리치는 민간신앙적 마을굿의 한 형태이다.
지신밟기는 옛부터 정월 대보름에 행해지던 일종의 가면행렬놀이로서 마을과 집안의 평안을 빌고 나아가서는 한해의 풍년을 기원하는 종교성을 띤다. 현재의 동래지신밟기는 조선 후기에 행해지던 것을 원형으로 재구성하여 1970년 경부터 민속놀이로 다듬은 것이다.
동래지신밟기는 음력 12월에 악기, 의상, 도구 등을 준비하며 조선시대 각 계층의 신분인 사대부, 포수, 하동, 각시 등 35명 내외의 인원을 구성하여 놀이연습을 한다. 사대부는 총지휘자격이고, 하동과 포수는 상대역으로서 흥을 돋우는 구실을 한다. 하동과 포수가 사대부를 상대로 하여 벌이는 해학적인 대사는 양반을 조롱하는 풍자성이 깃들여 있다.
놀이의 구성은 주산 지신풀이, 당산 지신풀이, 우물샘 지신풀이, 생원댁 지신풀이의 네 마당으로 이루어져 있다. 주산과 당산에 먼저 고사를 지내고, 마을로 내려와 마을 우물샘에 고사하고 풀이를 한다. 마지막으로 집집마다 돌며 지신밟기를 행한다. 지신을 밟아주면 집주인은 사례로 술, 곡식, 돈을 내놓는데 곡식과 돈은 마을의 공동사업에 쓰여진다.
다른 민속놀이가 풍물놀음을 위주로 하는 것과 달리 동래지신밟기는 굿거리 장단에 덧배기춤을 위주로 함이 특징이다. 현재는 부산민속예술보존협회와 전수학교에서 전승·보급에 힘쓰고 있다.

## 전승자
| 구분       | 성명 (생년월일)    | 성별 | 기예능 | 주소 | 인정·해제일자                  | 비고           |
| ---------- | ------------------ | ---- | ------ | ---- | ------------------------------ | -------------- |
| 명예보유자 | 서한선 (1931.2.25) |      | 잡색   |      | 지정일자 미상, 2019.12.25 해제 | 해제사유: 사망 |

## 참고 문헌
- 동래지신밟기 - 국가유산청 국가유산포털